# كاثلين أوتول
كاثلين أوتول (9 مايو عام 1954-)، هي ضابطة إنفاذ قانون أمريكي، شغلت منصب رئيس قسم شرطة سياتل من 23 يونيو عام 2014 حتى 31 ديسمبر عام 2017، وكانت سابقًا أول مفوضة لقسم شرطة بوسطن حيث قام عمدة بوسطن «توماس مينينو» بتعيينها في فبراير عام 2004.

## الحياة المٌبكرة والتعليم
ولدت «أوتوول» عام 1954 في بيتسفيلد، ماساتشوستس، وانتقلت إلى ماربلهيد في سن 13 إلى بوسطن، ماساتشوستس، في سن 18. وأقامت في بوسطن منذ ذلك الوقت حتى تولت منصباً في أيرلندا عام 2006. حصلت أوتوول على بكالوريوس في الآداب من كلية بوسطن عام 1976، ودكتوراة في القانون من نيو إنغلاند بوسطن، مع دكتوراه في القانون عام 1982.

## الخبرة العملية
تشمل حياة «أوتوول» المهنية الخدمة كملازم شرطة ولاية ماساتشوستس من عام 1992 إلى عام 1994؛ وقد عينها الحاكم «وليام وايلد» في منصب أمين مجلس الوزراء بالمكتب التنفيذي للسلامة العامة في ماساتشوستس عام 1994، وعملت في هذا المنصب حتى عام 1998. وفي مايو 2014 أصبحت عضوًا في لجنة «باتن» برئاسة اللورد «باتن من بارنز» التي أصلحت عمل الشرطة في أيرلندا الشمالية وأدت إلى تشكيل دائرتها، ثم تم ترشيحها من قبل العمدة «إد موراي» لتصبح أول رئيسة شرطة  في سياتل.

## قضية إطلاق النار على فيكتوريا سنلغروف
وأثناء عملها كمفوضة لشرطة بوسطن، كانت أوتول شخصية محورية في الجدل الذي ساد حول إطلاق النار على فيكتوريا سنلغروف الذي أدى إلى مصرعها خلال الاحتفالات التي أعقبت فوز بوسطن «ريد سوكس» على «نيويورك يانكيز» في ملعب يانكي في«لعبة 7 سلسلة بطولة دوري أمريكا 2004». وخلال محاولات السيطرة على الحشد الذي كان قد تجمع بالقرب من فينواي بارك، أطلقت شرطة بوسطن طلقة «أقل فتكا» من طراز FN 303، التي أخطأت هدفها المنشود وضربت سنلغروف في عينيها، مما أدى إلى وفاتها بعد 12 ساعة تقريبًا.
بينما قامت المفوضة أوتول بتخفيض رتبة المشرف «جيمس كليبورن»، الذي لم يكن بالقرب من مكان إطلاق النار، وقامت بإيقاف ضابطين متورطين في الحادث، لم يتم رفع دعوى قضائية أو فصل ضد أي ضابط في القضية. وخلصت التحقيقات التي قادها المدعي الأمريكي السابق «دونالد ك. ستيرن» ومحامي مقاطعة سوفولك «دانييل ف. كونلي» إلى أن التهم الجنائية لن تكون مناسبة.